# 第170步兵師 (德國國防軍)
第170步兵師（德語：170. Infanterie-Division）是納粹德國國防軍陸軍的一個步兵師。該師於1939年12月在蒙斯特組建。
該師組建後，首次作戰為參與1940年入侵丹麥行動。該師不久參與入侵法國行動。1941年6月，該師參與巴巴羅薩行動，此後一直在東線作戰。
該師最後於1945年在海利根貝爾口袋被圍投降。

## 註腳
1. ↑  Mitcham（2007年）